# Czesław Szafrański
Czesław Szafrański (ur. 7 lutego 1953 w Plebankach, zm. 17 stycznia 2015) – polski profesor nauk rolniczych, wykładowca akademicki.

## Życiorys
W 1978 ukończył Wydziału Melioracji Wodnych Akademii Rolniczej w Poznaniu. Stopień doktora nauk technicznych w zakresie melioracji wodnych uzyskał w 1986, a doktora habilitowanego nauk rolniczych w zakresie kształtowania środowiska w 1994 na Wydziale Melioracji Wodnych Akademii Rolniczej we Wrocławiu. W 2000 otrzymał tytuł naukowy profesora nauk rolniczych. 
Pełnił szereg funkcji uczelnianych na Uniwersytecie Przyrodniczym w Poznaniu. Był m.in. kierownikiem Katedry Melioracji i Kształtowania Środowiska, Dyrektorem Instytutu Melioracji, Kształtowania Środowiska i Geodezji. W latach 2002–2008 Dziekan Wydziału Melioracji i Inżynierii Środowiska, a w okresie 2008-2015 Prorektora ds. Kadr i Rozwoju Uczelni.
Członek Stowarzyszenia Inżynierów i Techników Wodnych i Melioracyjnych, Polskiego Towarzystwa Melioracyjnego, Zespołu Gospodarowania Zasobami Wodnymi Komitetu Melioracji i Inżynierii Środowiska Rolniczego PAN. Pracował w Komisji Nauk Rolniczych Poznańskiego Towarzystwa Przyjaciół Nauk, Europejskiego Towarzystwa Ochrony Gleb. Od 2003 członek Komitetu Melioracji i Inżynierii Środowiska Rolniczego PAN.
Jego dorobek naukowy liczy około 260 pozycji, w tym około 170 prac opublikowanych. 
Wypromował 60 magistrów i 4 doktorów. Recenzował 12 prac doktorskich i habilitacyjnych oraz 15 wniosków o nadanie tytułu lub mianowanie na stanowisko profesora.
Odznaczony Krzyżem Kawalerskim Orderu Odrodzenia Polski, Złotym Krzyżem Zasługi oraz Medalem Komisji Edukacji Narodowej.

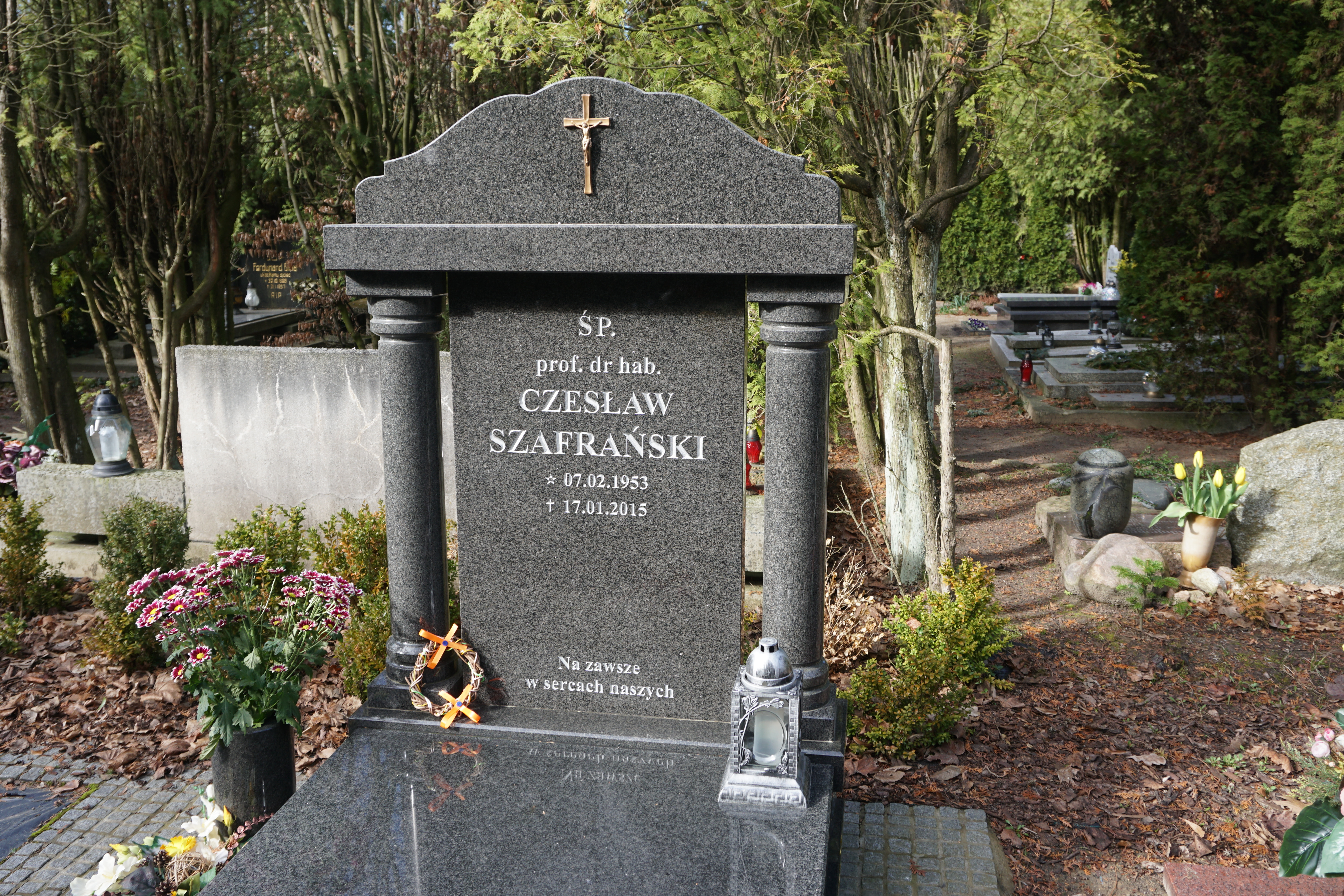
Grób profesora Czesława Szafrańskiego na cmentarzu św. Jana Vianneya w Poznaniu

Pochowana na cmentarzu św. Jana Vianneya w Poznaniu (kwatera grobowce-18-17).